# Nemoria parvipuncta
Nemoria parvipuncta är en fjärilsart som beskrevs av W. Warren 1900. Nemoria parvipuncta ingår i släktet Nemoria och familjen mätare. Inga underarter finns listade i Catalogue of Life.